# Daniel Denot
Daniel Gerardo Denot (Mar del Plata, Argentina; 11 de noviembre de 1993) es un futbolista argentino. Su posición natural es de enganche pero se adapta muy bien para jugar como volante por derecha también. Su equipo actual es El Palmar FC, de la Tercera división RFEF en España

## Trayectoria
Se inició en River de Mar del Plata, a los 17 años por intermedio de un agente se vino a probar a River Plate con edad de Sexta, y arrancó en la pretemporada con la Quinta.

### River Plate
Participó en la Copa Libertadores Sub-20 de 2012 con el combinado de esa categoría de River Plate, se consagraría campeón de dicho torneo luego de ganarle la final al Defensor Sporting de Uruguay por 1-0 con gol de Augusto Solari.
Denot fue convocado por el DT Ramón Ángel Díaz para participar de la Copa Sudamericana 2013 ocupando el dorsal número 12 para los partidos de los dieciseisavos de final frente a San Lorenzo de Almagro.
El primero de julio de 2015 ficha con el Carabobo fc de la Primera División de Venezuela

## Clubes
| Club        | País      | Año           |
| ----------- | --------- | ------------- |
| River Plate | Argentina | 2013-2015     |
| Carabobo FC | Venezuela | 2015-2016     |
| Varzim SC   | Portugal  | 2016-2017     |
| Salgueiros  | Portugal  | 2017-presente |

## Palmarés

### Campeonatos internacionales
| Título                   | Club        | País      | Año  |
| ------------------------ | ----------- | --------- | ---- |
| Copa Libertadores Sub-20 | River Plate | Argentina | 2012 |